# LG KP105

LG KP105 — бюджетный сотовый телефон, производимый компанией LG. В странах Южной Америки модель распространялась как LG KP105 RUBY.

## Описание
Телефон LG KP105 представляет собой моноблок небольшой толщины с закругленными углами. В дизайне используется сочетание глянцевых и матовых поверхностей, а также сочетание покрытия темного и светлого оттенков. На левой грани телефона находится разъем для зарядного устройства и гарнитуры, снабженный резиновой заглушкой, а также проушина для подвязывания петли. При этом у модели есть такие недостатки как неустойчивость материала к царапинам, а также нестойкость покрытия к истиранию. Кроме того, рельеф на передней панели телефона в целом, а на клавиатуре и блоке навигационных клавиш в частности, сделан небольшой выпуклости. Тем не менее, при беглом изучении, телефон производит хорошее впечатление, ощущения недорогого устройства не возникает. Сборка телефона достаточно качественная, он не издает посторонних звуков при попытках «скручивания» корпуса. У аппарата небольшая масса и достаточно компактные размеры.
Крепление SIM-карты расположено под отсеком для аккумулятора, из-за особенностей конструкции которого извлечение SIM-карты может вызывать затруднения.
Из-за «волнообразного» по форме объединения кнопок на клавиатуре в группы и небольшого расстояния между группами возникает повышенная вероятность ошибок при наборе. Клавиатура неудобна в работе, несмотря на наличие рельефа.
Дисплей типичный для подобных моделей: хорошо просматриваются отдельные пиксели, цвета передаются неестественно, мало пригоден для работы на ярком солнце. Тем не менее, в целом контрастность дисплея достаточна для хорошей читаемости текста.
Мелодии вызова (16-тональная полифония) звучат достаточно неестественно. Тем не менее, это может рассматриваться преимуществом: резко звучащие мелодии обладают лучшей слышимостью. Вибовызов средний по интенсивности. FM-приемник обеспечивает качественный прием только при неподвижном положении устройства. Воспроизведение файлов формата MP3 аппарат не поддерживает.
Телефон не поддерживает Java-приложения. Встроенные приложения (будильник, игры, радио, календарь, заметки, калькулятор, секундомер, конвертер, часовой пояс) обеспечивают в целом лишь базовую функциональность. Синхронизация с ПК не предусмотрена. Поддержка MMS отсутствует. Приложение «Календарь» неудобно в работе из-за высокой плотности цифр для экрана с таким разрешением. Также в телефоне установлена одна игра — Sudoku.